# The Fireman
The Fireman (br: O bombeiro / pt: Charlot bombeiro) é um filme mudo estadunidense de curta-metragem de 1916, do gênero comédia, dirigido por Charles Chaplin.
O roteiro foi escrito por Charles Chaplin, Edward Brewer e Maverick Terrell. O filme foi distribuído pela Mutual Film Corporation.
The Fireman foi o segundo filme de Charles Chaplin de sua série de doze comédias para a Mutual, tendo sido lançado em 12 de junho de 1916.

## Sinopse

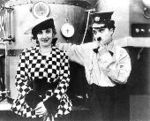
Cena do filme

Um  homem, em combinação como chefe dos bombeiros, planeja colocar fogo na casa em que mora a fim de receber o dinheiro do seguro. Quando começa o incêndio, Carlitos corre para salvar Edna, que, sem saber de nada, dormia no quarto.

## Elenco
- Charles Chaplin .... bombeiro
- Edna Purviance .... garota
- Lloyd Bacon .... pai da garota
- Eric Campbell .... chefe dos bombeiros
- Leo White .... proprietário da casa incendiada
- Albert Austin .... bombeiro
- John Rand .... bombeiro
- James T. Kelley .... bombeiro
- Frank J. Coleman .... bombeiro